# Squatinella retrospina
Squatinella retrospina är en hjuldjursart som beskrevs av Myers 1938. Squatinella retrospina ingår i släktet Squatinella och familjen Lepadellidae. Inga underarter finns listade i Catalogue of Life.